# 平上信行
平上 信行（ひらかみ のぶゆき）は、神戸出身の日本武術史研究家。
東京新宿にて和科学々會を主催。
また日本伝統古流武術保存会を主催し、各流の研究と保存と秘伝書類の収集と翻刻、解読研究も推進している。
古流武術保存会は、無双直伝流居合術剣王会（無双直伝流居合）、武蔵二刀剣法神免会（武蔵二刀剣法）、古伝琉球拳法竜宮会（古傳琉球拳法）、古流柔術研鑽会（武州氣樂流柔術、大東流合氣柔術、無雙直傳流和義、三神荒木流捕手）、天然理心流剣術誠衛館（天然理心流剣術）、古伝秘武器術夢幻会などからなり、それぞれ独自の会組織として活動している。
月刊秘伝にて「武術秘伝書夢世界」を連載中。
武術小説家でもあり、論文、著作多数。

## 著書
- 『秘伝 天然理心流剣術―武州の実戦必殺剣法の秘技と極意』　BABジャパン出版局、ISBN 978-4-86220-223-9
- 『古流柔術戦闘理論―神代から伝承する驚異の術理』　愛隆堂、ISBN  978-4-75020-241-9
- 『秘伝 古流柔術技法』　愛隆堂、ISBN 978-4-75020-202-0
- 『秘伝柔術―秘かに伝わる驚愕の戦闘術理』　愛隆堂、ISBN 978-4-75020-206-8

### 共著
- （笠尾恭二）『対談 発勁の秘伝と極意―中国拳法発勁秘伝と日本柔術当身秘法の実真を探る』　BABジャパン出版局、ISBN 978-4-89422-267-0
- （笠尾恭二）『対談 秘伝剣術極意刀術―日本剣術と中国刀剣術 その興亡と流伝の秘密を探る』 BABジャパン出版局 、ISBN 978-4-89422-327-1
- （大宮司朗）『古神道と古流武術―その奥秘を語る』　八幡書店、ISBN 978-4-89350-186-8